# Lycoperdon candidum
Lycoperdon candidum är en svampart som beskrevs av Pers. 1800. Lycoperdon candidum ingår i släktet Lycoperdon och familjen Agaricaceae.   Inga underarter finns listade i Catalogue of Life.

## Källor

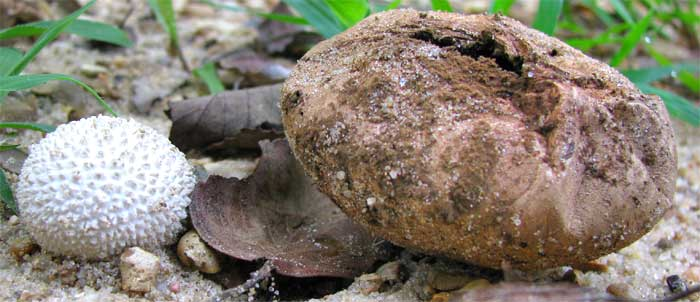